# Anna Morozova (heroína soviética)
Anna Morozova (russa: Анна Морозова) (23 de maio de 1921 a 31 de dezembro de 1944) foi uma partisan soviética que mais tarde se juntou ao Exército Vermelho e se tornou uma recebedora póstuma do título de Herói da União Soviética, em 8 de maio de 1965, por suas atividades de resistência.

## Biografia

### Primeiros anos
Morozova nasceu em 23 de maio de 1921 em uma família de camponeses russos na aldeia de Polyana, na província de Kaluga. Ela se mudou em 1936 para Bryansk quando seu pai conseguiu um emprego como gerente de uma alfaiataria. Depois de se formar em oito séries do ensino secundário, ela estudou para se tornar uma contadora. Em 1938, ela foi contratada para trabalhar como operadora de telefonia até que seu trabalho não fosse mais necessário. Em novembro de 1939, ela trabalhou em uma alfaiataria até começar a trabalhar para a Força Aérea Soviética.

### Atividades junto aos partisans
Não muito tempo depois da invasão alemã da União Soviética em 1941, a cidade natal de Morozova, Seshcha, foi tomada pelos militares alemães em 9 de agosto. Depois que os alemães assumiram o campo de pouso, onde ela trabalhava, expulsaram a 9ª Brigada de Aviação de Bombardeiros Pesados das Forças Aéreas Soviéticas e estacionaram cerca de 300 bombardeiros alemães da Luftflotte 2 em sua nova base aérea. Essas instalações foram utilizadas durante os bombardeios de Moscou e outras grandes cidades. A Diretoria Principal de Inteligência da União Soviética precisava desesperadamente de informações sobre o estado da base aérea, estrategicamente importante, que havia sido tomada pela Luftwaffe. Para obter tal inteligência para o Exército Vermelho, uma organização de reconhecimento subterrâneo foi criada por membros da resistência em Bryansk para se infiltrar na base aérea. Morozova voltou a Seshcha para trabalhar disfarçada na base aérea como lavadeira, onde acabou conhecendo várias amigas da escola que não conseguiram sair da cidade a tempo. Ela os convidou para se juntar ao seu grupo partisan. Da primavera de 1942 a setembro de 1943, eles operaram como parte da 1ª Brigada Partisan de Kletnyanskaya, espionando as forças inimigas, sabotando e destruindo completamente as aeronaves da Luftwaffe e desativando o equipamento terrestre. A brigada acabou se tornando uma organização internacional de resistência, abrangendo a União Soviética, Polônia e Tchecoslováquia. Quando a unidade colocou as mãos em minas terrestres magnéticas, elas as usaram para destruir vinte aeronaves, seis trens e dois armazéns de munição. A unidade transferiu informações sobre as especificações dos tanques Tiger, documentos de identificação de soldados alemães e tecnologia médica. As informações que Morozova forneceu à Força Aérea garantiram que os bombardeiros soviéticos atacassem a base aérea correta onde os alemães estavam estacionados, em vez de uma base fictícia construída pelos alemães. Mais tarde, outros partisans usaram as informações que ela coletou para invadir a base aérea, matando cerca de 200 aviadores alemães e destruindo 30 carros.
Em setembro de 1943, Morozova deixou o movimento partisan e ingressou no Exército Vermelho, depois que as forças soviéticas retomaram o controle de Seshcha na operação para retomar Bryansk. Ela recebeu a Medalha de Coragem e a Ordem da Estrela Vermelha pelo 10º Exército da União Soviética por suas atividades no movimento partidário. Depois de ingressar no Exército Vermelho e se formar nos cursos de operador de rádio em julho de 1944, ela foi enviada para a Polônia como parte do 10º Exército na Polônia, usando o pseudônimo "Swan". No final de 1944, ela foi designada para uma unidade partisan soviética-polonesa. Em 31 de dezembro de 1944, depois de ter sido gravemente ferida em batalha, quando uma bala quebrou seu pulso, ela detonou uma granada contra si mesma, a fim de evitar ser capturada, encerrando sua vida e matando dois soldados da SS.

## Homenagens
A imagem de Morozova foi apresentada em um selo postal da União Soviética em 1966 e em uma cartão postal da Federação Russa. Várias ruas em Bryansk levam o nome dela e ela foi declarada postumamente um Herói da União Soviética em 1965.